# سيرجيو تيخيرا
سيرجيو تيخيرا (بالإسبانية: Sergio Tejera) (28 مايو 1990 إسبانيا - ) هو لاعب كرة قدم إسباني، يلعب كلاعب وسط.

## روابط خارجية
- سيرجيو تيخيرا على موقع الاتحاد الدولي (مؤرشف)  (الإنجليزية)
- سيرجيو تيخيرا على موقع قاعدة بيانات كرة القدم.إي يو (الإنجليزية)
- سيرجيو تيخيرا على موقع Soccerway.com (الإنجليزية)
- سيرجيو تيخيرا على موقع AS.com (الإسبانية)